# Loxoptygus coturnatus
Loxoptygus coturnatus é uma espécie de aranha pertencente à família Theraphosidae (tarântulas).